# Тубравић
Тубравић је насељено место града Ваљева у Колубарском округу. Према попису из 2022. било је 191 становника.
Овде се налази Црква Светог Арханђела Михаила, звана Грачаница.

## Историја
Први помен села је забележен у турском попису (тефтеру) за хиџретску 934. годину, тј. 1527/1528. годину по садашњем рачунању времена.

Транскрибован на модерни турски, са османске арабице, унос са 253. странице тефтера TD 144 је гласио овако:
Tubravik karye, Valyeva nahiye - Село Тубравић, Нахија Ваљево
На следећој, 254. страници тефтера TD 144 помиње се:
Graçaniçe karye, Valyeva nahiye - Село Грачаница, Нахија Ваљево
Да ли се село Грачаница односи на тубравићку цркву која је сада на дну водоакумулације Стубо-Ровни, па су тиме Тубравић и Грачаница суседна села на месту данашњег, или су по среду сасвим посебна места, на науци је да разлучи.

## Демографија
У насељу Тубравић живи 344 пунолетна становника, а просечна старост становништва износи 43,8 година (41,8 код мушкараца и 45,9 код жена). У насељу има 147 домаћинстава, а просечан број чланова по домаћинству је 2,84.
Ово насеље је великим делом насељено Србима (према попису из 2002. године).
|  |

| Демографија | Демографија | Демографија |
| Година      | Становника  | Становника  |
| ----------- | ----------- | ----------- |
| 1948.       | 880         |             |
| 1953.       | 821         |             |
| 1961.       | 755         |             |
| 1971.       | 678         |             |
| 1981.       | 564         |             |
| 1991.       | 401         | 398         |
| 2002.       | 418         | 429         |

| Етнички састав према попису из 2002.‍ | Етнички састав према попису из 2002.‍ | Етнички састав према попису из 2002.‍ | Етнички састав према попису из 2002.‍ | Етнички састав према попису из 2002.‍ |
| ------------------------------------ | ------------------------------------ | ------------------------------------ | ------------------------------------ | ------------------------------------ |
|                                      |                                      |                                      |                                      |                                      |
| Срби                                 | Срби                                 |                                      | 414                                  | 99,04%                               |
| непознато                            | непознато                            |                                      | 4                                    | 0,95%                                |

| Година пописа     | 1948. | 1953. | 1961. | 1971. | 1981. | 1991. | 2002. |
| ----------------- | ----- | ----- | ----- | ----- | ----- | ----- | ----- |
| Број домаћинстава | 139   | 136   | 136   | 140   | 147   | 132   | 147   |

| Број чланова      | 1  | 2  | 3  | 4  | 5  | 6  | 7 | 8 | 9 | 10 и више | Просек |
| ----------------- | -- | -- | -- | -- | -- | -- | - | - | - | --------- | ------ |
| Број домаћинстава | 36 | 36 | 32 | 19 | 10 | 10 | 4 | 0 | 0 | 0         | 2,84   |

| Пол    | Укупно | Неожењен/Неудата | Ожењен/Удата | Удовац/Удовица | Разведен/Разведена | Непознато |
| ------ | ------ | ---------------- | ------------ | -------------- | ------------------ | --------- |
| Мушки  | 180    | 41               | 119          | 14             | 0                  | 6         |
| Женски | 174    | 13               | 119          | 40             | 2                  | 0         |
| УКУПНО | 354    | 54               | 238          | 54             | 2                  | 6         |

| Пол    | Укупно                    | Пољопривреда, лов и шумарство | Рибарство                            | Вађење руде и камена | Прерађивачка индустрија       |
| ------ | ------------------------- | ----------------------------- | ------------------------------------ | -------------------- | ----------------------------- |
| Мушки  | 109                       | 71                            | 0                                    | 0                    | 14                            |
| Женски | 70                        | 44                            | 0                                    | 0                    | 10                            |
| УКУПНО | 179                       | 115                           | 0                                    | 0                    | 24                            |
| Пол    | Производња и снабдевање   | Грађевинарство                | Трговина                             | Хотели и ресторани   | Саобраћај, складиштење и везе |
| Мушки  | 2                         | 1                             | 3                                    | 1                    | 4                             |
| Женски | 0                         | 0                             | 3                                    | 4                    | 1                             |
| УКУПНО | 2                         | 1                             | 6                                    | 5                    | 5                             |
| Пол    | Финансијско посредовање   | Некретнине                    | Државна управа и одбрана             | Образовање           | Здравствени и социјални рад   |
| Мушки  | 0                         | 2                             | 1                                    | 3                    | 4                             |
| Женски | 0                         | 0                             | 1                                    | 4                    | 2                             |
| УКУПНО | 0                         | 2                             | 2                                    | 7                    | 6                             |
| Пол    | Остале услужне активности | Приватна домаћинства          | Екстериторијалне организације и тела | Непознато            | Непознато                     |
| Мушки  | 1                         | 0                             | 0                                    | 2                    | 2                             |
| Женски | 0                         | 0                             | 0                                    | 1                    | 1                             |
| УКУПНО | 1                         | 0                             | 0                                    | 3                    | 3                             |

## Галерија
- Тубравић - Црква
- Тубравић - панорама
- Тубравић - панорама
- Тубравић - панорама
- Тубравић - панорама
- Тубравић - панорама
- Тубравић - панорама